# Ophrestia madagascariensis
Ophrestia madagascariensis är en ärtväxtart som först beskrevs av Frederick Joseph Hermann, och fick sitt nu gällande namn av Bernard Verdcourt. Ophrestia madagascariensis ingår i släktet Ophrestia och familjen ärtväxter. IUCN kategoriserar arten globalt som nära hotad. Inga underarter finns listade i Catalogue of Life.